# Чигас
Чигас — река в России, протекает в Томской области. Устье реки находится в 4 км по левому берегу протоки Кольджа реки Обь. Длина реки составляет 68 км, площадь водосборного бассейна 689 км².
В устье находится село Новосельцево, по течению — деревни Верхняя Чигара и Нижняя Чигара.

## Бассейн
- 18 км: река Енога (пр)
- 35 км: река без названия (лв)
- Жёлтый (пр)

## Данные водного реестра
По данным государственного водного реестра России относится к Верхнеобскому бассейновому округу, водохозяйственный участок реки — Обь от впадения реки Чулым до впадения реки Кеть, речной подбассейн реки — Чулым. Речной бассейн реки — (Верхняя) Обь до впадения Иртыша.